# Csúz
Csúz (szlovákul Dubník) község Szlovákiában, a Nyitrai kerületben, az Érsekújvári járásban.

## Fekvése
Csúz Érsekújvártól 22 km-re délkeletre fekszik, a Dunamenti-dombvidék nyugati lábánál, 146 m-es tengerszint feletti magasságban, a Párizs-patak völgyében. Keletről meredek domboldal szegélyezi (Ráchegy, Öreghegy). Kataszterének nyugati részén két kisebb víztározó található. Keresztülhalad rajta a Kürt és Jászfalu közötti országút.
Közigazgatásilag északról Jászfalu, északnyugatról Komáromszemere, nyugatról Udvard, délnyugatról Perbete, délről Fűr, délkeletről Szőgyén, keletről pedig Nagyölved községek határolják. Nyugati határának egy részét az 589-es főút, keleti határát a Dunamenti-dombvidék 239 m-ig magasodó gerince alkotja (ez egyben a történelmi Komárom és Esztergom vármegyék határa is). Északon a Dubniki-domb (Dubníky, 219 m) választja el Jászfalutól, délről a Margit-hegy (185 m) övezi.
Csúz három, egymással össze nem függő kataszteri területből áll:
- Csúz (Dubník) – 33,60 km²
- Szentmiklóspuszta-észak (Mikulášov Dvor) – 1,94 km²
- Szentmiklóspuszta-dél (Veľká Tabuľa) – 5,47 km²

Szentmiklóspuszta településrészt az Érsekújvár-Párkány vasútvonal osztja két részre, és mivel maga a vasúti pálya és a vasútállomás Perbete községhez tartozik, a településrész két kataszteri területre szakadt.
A községhez tartozik még Örömhegy (Rozkoš), Káptalanpuszta (Dvor Dubník), Kopánkút (Kopánka), és Ölvedipuszta (Bartov majer). Ma már lakatlan, egykori puszták, majorságok a község területén: Batkópuszta (Bozov), Segedypuszta, Vaskapupuszta és Bakosmajor (Bakošov majer).
A Vaskapu nevű határrészen állt a középkorban Louth (Lót) falu, amely a tatárjárás idején pusztult el.

## Története

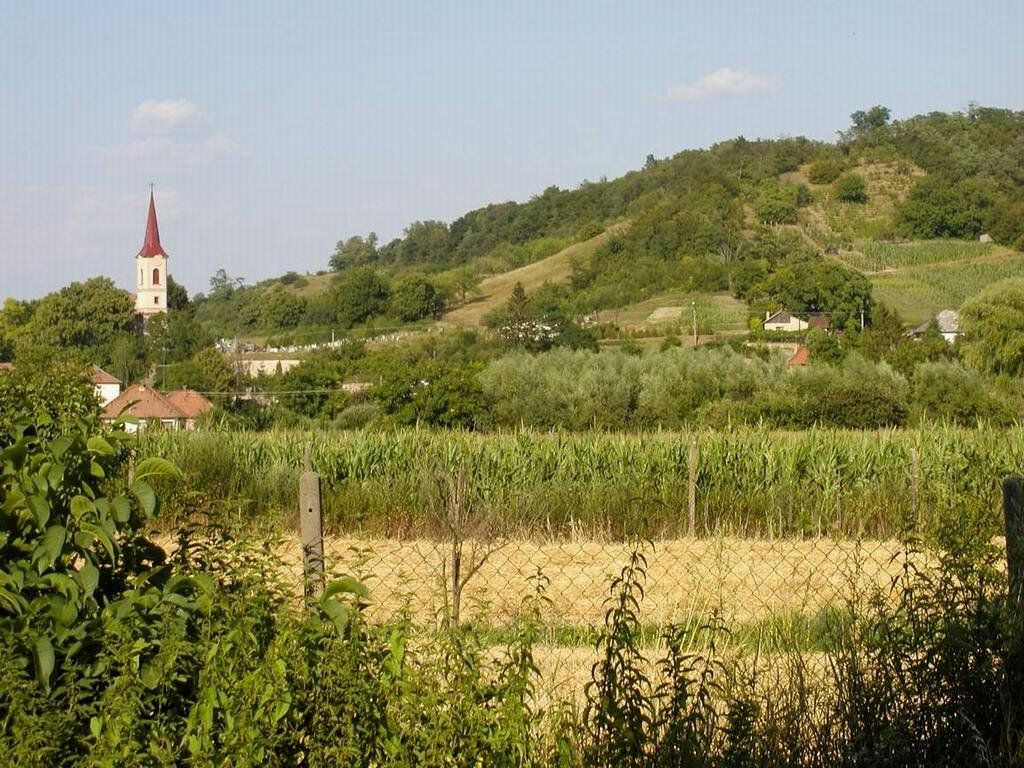
Csúz látképe

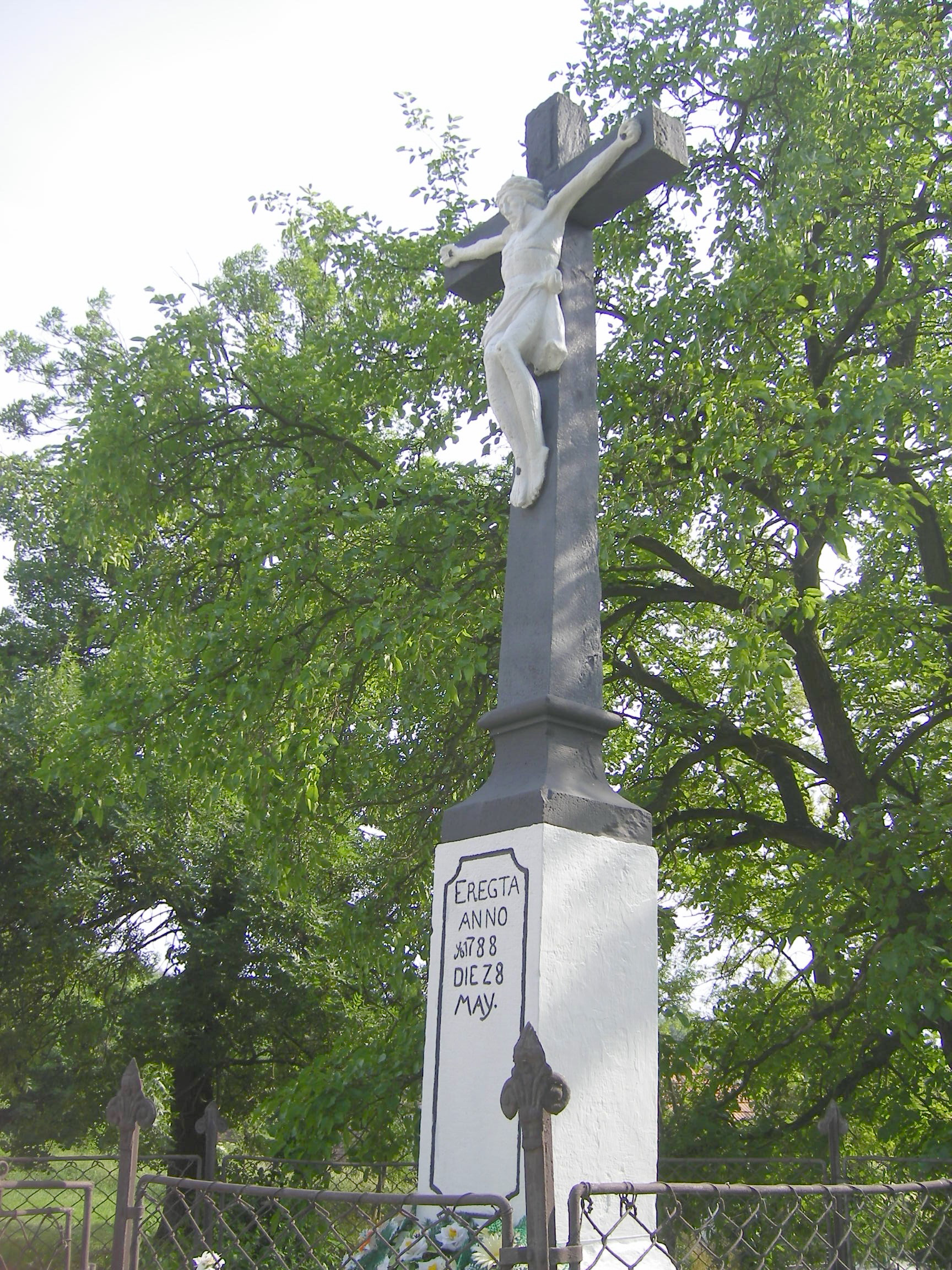
18. századi feszület a katolikus templom előtt

A régészeti leletek tanúsága szerint a mai község területén már az újkőkorszakban is éltek emberek. A legrégibb leletek a volutakultúrához kötődnek, csigavonalas építészeti elemeket alkalmazó település lehetett itt. A kőkorszak későbbi idejéből vájatos kerámiát használó települést tártak fel. Bronzkori település nyomaira is rábukkantak, a vaskorból pedig egy aranygyűrűt is találtak Csúzon. A Bundás-dűlőben 1982-ben egy kelta temetőt és kora Árpád-kori sírokat tártak fel.
A mai települést 1236-ban említik először Chus néven. A Szemere nemzetségbeliek ősi birtokai közé tartozott. 1247-ben a király a Csúzyaknak adományozta. Szent Erzsébet tiszteletére szentelt templomáról 1317-ben tesznek említést, 1397-ben a község új gótikus templomot épített. 1416-ban Csúz Mihály birtoka. 1434-ben Csúz közelében Jiskra János és a huszita sereg ádáz harcot vívott a király katonáival, s utána nemsokára kitört a kolera. 1540-ben Csúzy János és Menyhért, valamint hozzátartozóik kapnak a falura adományt, de a birtokosok között már a Dévyeket, Szentpéteryeket és a Szentmihályiakat is említik. 1631-ben a lakosság nagy része áldozatul esett a pestisjárványnak. A törökök 1551-ben, 1576-ban és 1669-ben is pusztították a falut; 1663 nyarán I. Apafi Mihály harcba keveredett a törökkel Érsekújvárért, és seregével Csúzon is átvonult.
A török hódoltság elmúltával, 1699-ben lakatlan helységként említik Csúzt. 1718-ban az elnéptelenedett faluba a Vág-mentéről, Liptóból és más vidékekről szlovákokat telepítettek. A 18–19. században a Csúzyak továbbra is a legnagyobb birtokosok voltak, de számos kisebb birtokosa is volt a falunak. 1767-ben jobbágylázadás színhelye volt a falu. A Csúzy-család kastélyáról a 18. század elején Bél Mátyás tesz először említést. A Csúzyak terjedelmes parkját (melyben sok szép szobor is volt) a 19. század második felében akkori tulajdonosa, Markstein bérlő pusztította el – kivágatta és tűzifaként eladta az erdei és díszfákat, a park területét pedig felparcelláztatta, jelentős haszonra téve szert.
Vályi András szerint „CSÚZ. Magyar, és tót falu Komárom Vármegyében, birtokosai Hunyadi, Csúzi, és más Uraságok, lakosai katolikusok, fekszik Jász faluhoz közel, mellynek filiája, Udvardhoz egy és 1/2. órányira, zsidók is számosan laknak benne. Határja jó termékenységű, legelője elég, bora középszerű, vagyonnyai külömbfélék, második Osztálybéli.”
Fényes Elek szerint „Csúz, régi magyar helység Komárom vgyében, délről Fűr, nyugotról a sz. miklósi puszta és Udvard, északról Jászfalu, keletről Esztergom vgyében Kuroly és Ölved által környékezve, Komáromhoz 4 mfdnyire, u. p. Perbete. Határkiterjedése 8240 hold; ebből majorsági föld 5086 5/10, erdő 632, szőlő 163, urbéri föld 1995 hold. Vidéke keleti s északi részén alacsonyabb szelidhegyes, déli és nyugoti részén hosszú emelkedésű dombos. Földe általában igen jótermékeny s könnyű müveletű fekete föld, s csak az udvardi határ felé eső részben tetszik fel kevés homok. Tagosztály óta mindenféle egyenesre kimért közlekedési útak, mellyeknek árkokkal körülvett szélei több helyütt új fasorokkal is már kiültetvék, továbbá az egyes részbirtokokon épülő csinos gazdasági majorok, millyet már eddig is 9 jeleset számlál a határ, de még inkább a szembetűnő szorgalommal folytatott földmivelés igen kellemes tekintetet kölcsönöznek a vidéknek. Szántóföldei igen sikeres búzát, árpát, zabot teremnek, tagosztály óta pedig jó sikerrel kezdik mivelni a repczét, s általában lehet mondani, hogy kivált a földesúri részeken a gazdaság virágzó állapotban van. Szőlőhegye szép fekvésű s róla elragadó kilátás a körülfekvő vidékre. Igy innen beláthatni a magas Szitna hegyére, a ghimesi hegyvárat, Zobor hegyét, a pozsonyi, sz.-mártoni és neszmélyi hegyekre; bort egyébiránt keveset, de jót ád; gyümölcsöt bőséggel. Az erdőben sok nyúl, róka, fogoly tanyázik; farkas ritkán; a természetvizsgáló pedig, különösen és inkább orvosi füvekkel az erdei s általában a vidéki virányban örömét lelheti; maga a helység egy kiálló hegyoldalban kies völgyhajlaton fekszik, mellyet egy a vgyétől ásatott csatorna nedvesit; keresztülmegy rajta az Esztergomból Kürtön, Fürtön át Verebélynek menő országút, a határ nyugoti részét pedig Sz. Miklóstól Jászfaluig a Komáromból Verebélynek menő jókarban tartott kövecses országút szeli keresztül. Lakosai 580 kath., 7 ev., 429 reform., 169 zsidó. Van itt kath. anya-, ref. leányegyház, synagóga. A helységnek igen szép tekintetet adnak a számos, csinos izlésű úri lakházak. Utczái nem egyenesek ugyan, de még is némi rendet mutatnak, azonban felette sárosak. Kevéssel ezelőtt nagy ékességére szolgált ezen helységnek Csúzy Zsigmondné asszonyság különféle természeti és mesterséges ritkaságokkal dicsekedhető pompás angolkerte. Azonban az örökösei közt osztályra kerülvén, hajdani hirében fogyatkozott immár. F. u. Halasy, Csúzy, Pertics, Szalacsy, Heldt, Kürthy, Nagy, Vodjáner, Bashó, Szegedy, Lehner, Rozsos, Scherz stb.” 
1876-ban kolerajárvány, 1914-ben pedig feketehimlő pusztított a faluban. A Trianonig Komárom vármegye Udvardi járásához tartozott. 1919-ben a csúziak szembeszálltak a bevonuló cseh megszállókkal, akik ezért túszokat szedtek a férfilakosság közül és csak Kálmán Ferenc közbenjárásának (aki vállalta 44 ezer korona óvadék letételét) volt köszönhető, hogy nem végezték ki őket. 1938–1945 között újra Magyarország része, ekkor Nyitra és Pozsony k.e.e. vármegye közigazgatásában. A második világháború utáni kitelepítések és a csehszlovák–magyar lakosságcsere következtében a korábban túlnyomóan magyar nemzetiségű falu vegyes lakosságúvá alakult át (1921-ben a lakosság 92,4%-a, 2001-ben már csak 64,4%-a volt magyar nemzetiségű).
1948-ban hivatalos szlovák nevét Dubníkra változtatták, a nevet valószínűleg a Dubniki-domb alapján állapították meg. A község 1961-ben érte el eddigi legnagyobb lélekszámát (2528 fő), azóta az elvándorlás következtében folyamatosan csökken. Az 1970–80-as években jól működő termelőszövetkezete mintegy négyszáz dolgozónak adott munkát – gabonát, kukoricát, dohányt, dinnyét termesztettek, a szarvasmarha- és sertésállományon kívül csirkefarm is volt. 1978-ig fürdő is működött a községben. A rendszerváltás után a csúzi mezőgazdaság válságba került, ma a község földjeinek egy részén egy rozsnyói székhelyű cég gazdálkodik.

## Népessége
| Év:            | 1994. | 2004.   | 2014.   | 2024.   |
| -------------- | ----- | ------- | ------- | ------- |
| Emberek száma: | 1779  | 1762    | 1655    | 1520    |
| Eltérés:       |       | -0,95 % | -6,07 % | -8,15 % |

| Év:            | 2023. | 2024.   |
| -------------- | ----- | ------- |
| Emberek száma: | 1538  | 1520    |
| Eltérés:       |       | -1,17 % |

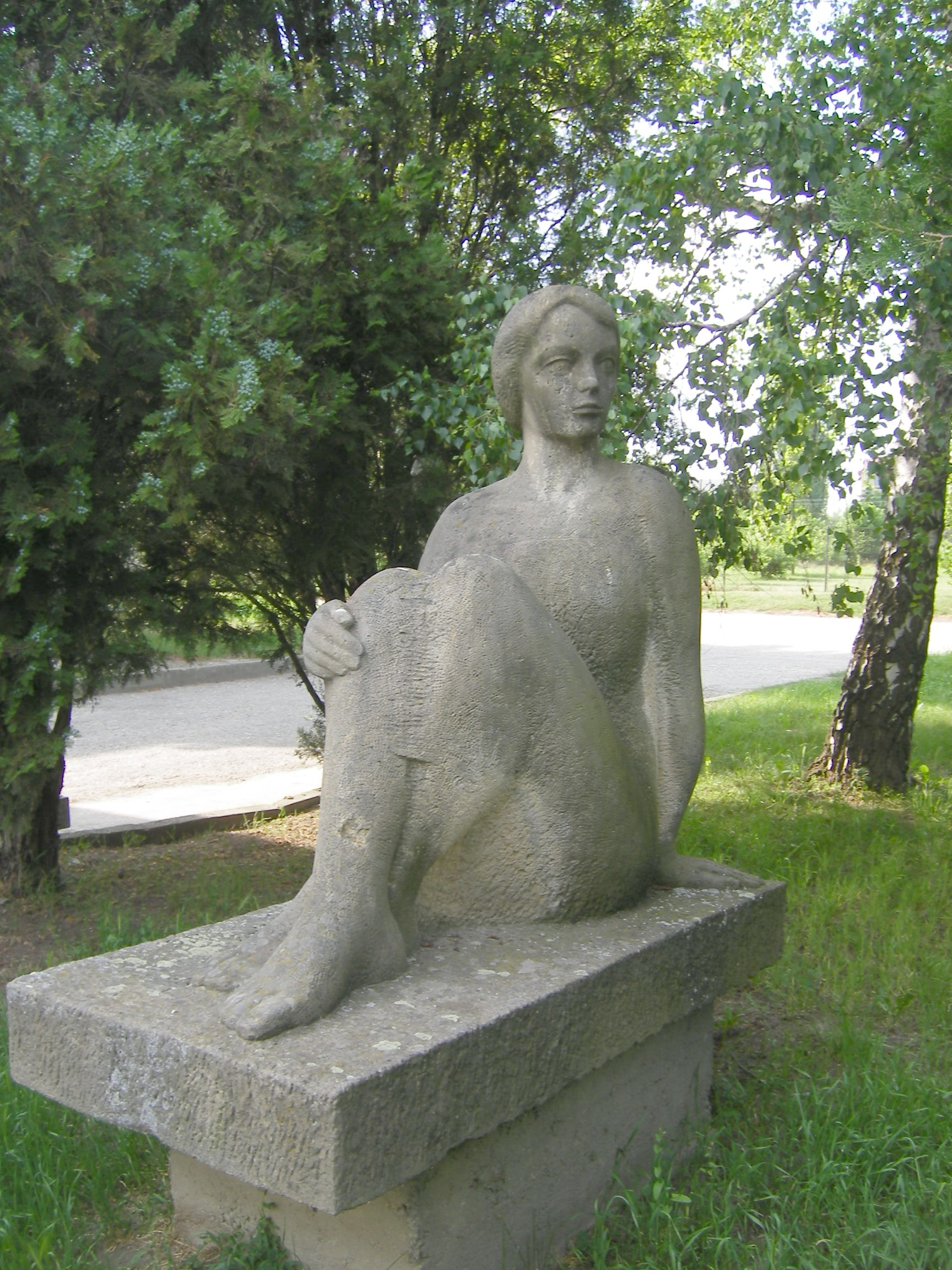
Szobor a községháza előtt

1880-ban 2046 lakosából 1691 magyar és 201 szlovák anyanyelvű volt.
1890-ben 2020 lakosából 1829 magyar és 155 szlovák anyanyelvű volt.
1900-ban 1984 lakosából 1707 magyar és 251 szlovák anyanyelvű volt.
1910-ben 1912 lakosából 1791 magyar, 109 szlovák és 12 német anyanyelvű volt.
1921-ben 2053 lakosából 1897 (92,4%) magyar, 91 (4,4%) pedig csehszlovák nemzetiségű volt.
1930-ban 2429 lakosából 1809 magyar és 513 csehszlovák volt.
1941-ben 2458 lakosából 2442 magyar és 12 szlovák volt.
1991-ben 1857 lakosából 1308 (70,4%) magyar, 523 (28,1%) pedig szlovák nemzetiségű volt.
2001-ben 1775 lakosából 1143 (64,4%) magyar, 580 (32,7%) pedig szlovák (a magyar anyanyelvűek száma ekkor 1278 fő) volt. Ugyanekkor 1492 római katolikus, 107 református és 10 evangélikus vallású lakosa volt a községnek. 2001-ben 654 házából 539-et lakták.
2006-ban 1754 lakosa volt, ebből 256 volt gyermek-, 451 pedig nyugdíjaskorú volt.
2011-ben 1695 lakosából 914 (53,9%) magyar, 591 (34,9%) szlovák, 69 (4,1%) pedig cigány nemzetiségű volt.
2021-ben 1576 lakosából 766 (+43) magyar, 713 (+46) szlovák, (+6) cigány, 17 egyéb és 80 ismeretlen nemzetiségű volt.
| Év   | Lakosság |
| ---- | -------- |
| 1869 | 1807     |
| 1900 | 1892     |
| 1910 | 1912     |
| 1921 | 2053     |

| Év   | Lakosság |
| ---- | -------- |
| 1942 | 2458     |
| 1961 | 2528     |
| 1991 | 1857     |
| 2001 | 1775     |

## Önkormányzat

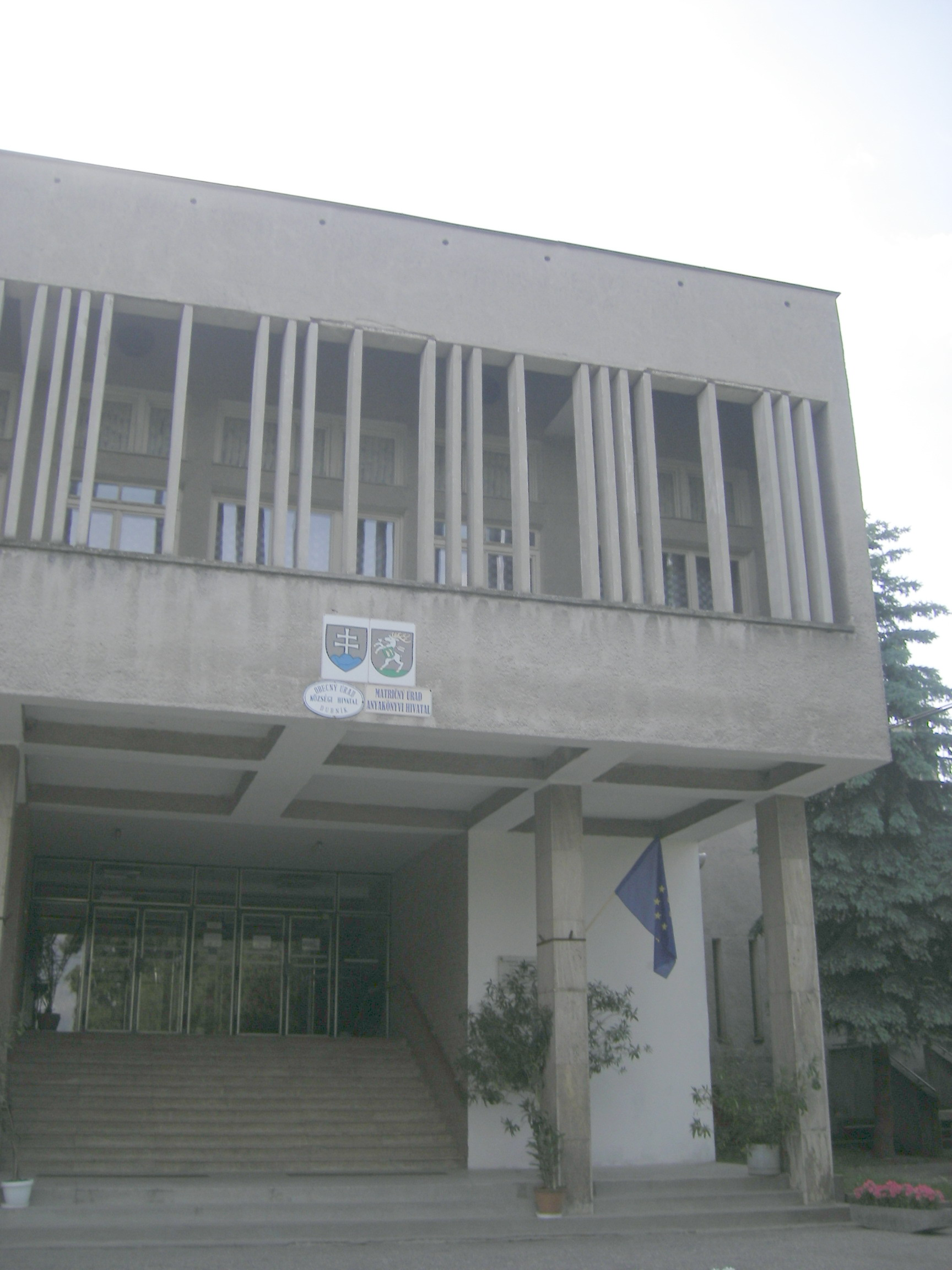
A községi hivatal épülete

Csúz község élén a polgármester (2006 óta Oravecz Róbert), valamint a 9 tagú képviselőtestület áll.
A község jelképei a címer és a zászló, melyeket 1998. július 14-én fogadtak el.

## Oktatás, kultúra
Eredetileg 400 tanulós iskolája 1961-ben épült. 1976-ban a magyar nyelvű oktatás megszűnt, s a magyar nyelven tanuló diákok az udvardi iskolába kényszerülnek beutazni. 2008-ban 9 osztályban 120 tanuló látogatta a csúzi alapiskolát. A szomszédos Fűr és Kürt szlovák nemzetiségű tanulói viszont a csúzi szlovák iskolába járnak. A községben kétnyelvű óvoda is működik.
A faluban 1998 óta jelenik meg a Csúzi Lapok – Dubnícke listy című kétnyelvű közéleti lap.

## Híres emberek
- Itt született 1834. október 11-én Sőtér Kálmán méhészeti szakíró.
- Itt született 1839-ben Bacskády Ágoston plébános, író.
- Itt született Ehrenfeld Náthán (1843–1912) rabbi.
- Itt született 1871. október 17-én Berinkey Dénes, 1919. január és március között Magyarország miniszterelnöke.
- Itt született 1920. január 20-án Galgóczy Imre magyar színész.
- Itt született 1951-ben Jarábik Gabriella pedagógus, népművelő, kisszínpadi rendező, múzeumigazgató.
- A kastélyban vendégeskedett Bél Mátyás, a nagy történetíró. Többször megfordult itt Guyon Richárd 1848-as tábornok, akinek a felesége a faluból származott. Itt zongorázott Franz Schubert zeneszerző.
- Itt élt 1819 és 1823 között František Palacký, a neves cseh költő, történész, a Csúzyak házitanítója.
- Itt hunyt el 1891-ben Eckfeld Baruch rabbi.

## Nevezetességei

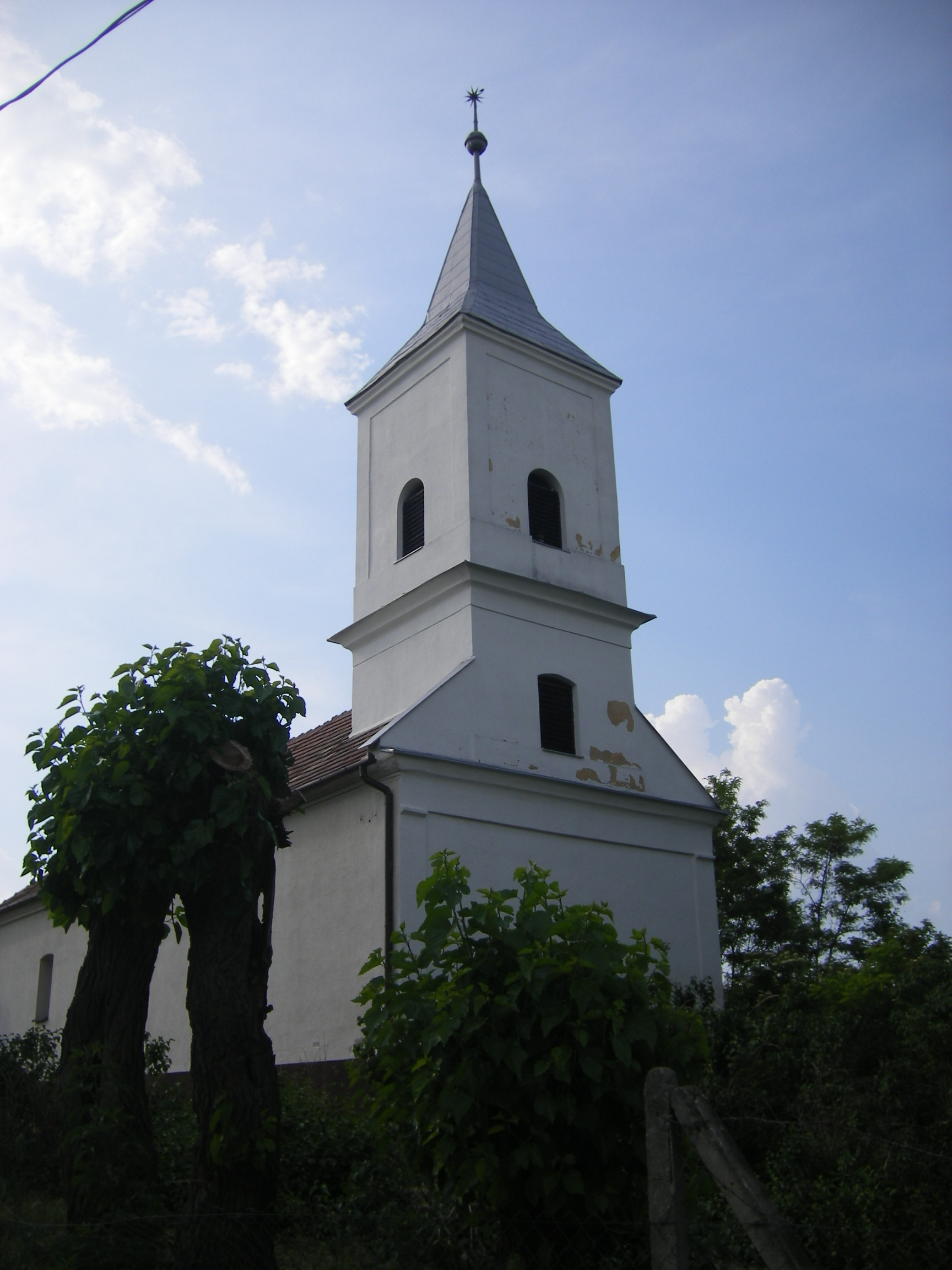
A református templom

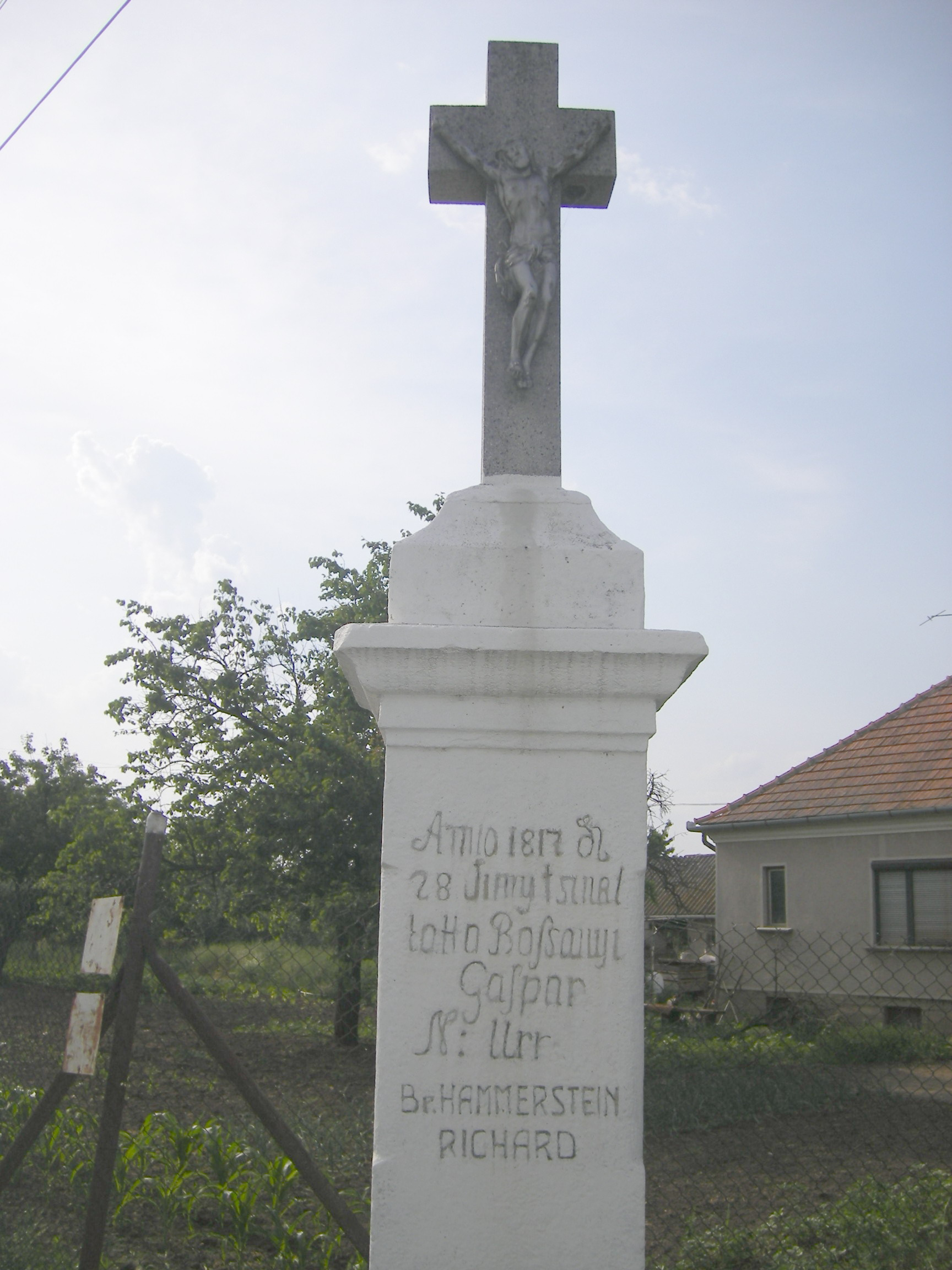
1817-ben emelt kereszt a református templom közelében

- A Csúzy-kastélyt 1680 táján késő reneszánsz stílusban Csúzy Pál építtette. A 18. század végén klasszicista stílusban átépítették. 1945 után néhányszor átalakították: lakásokat képeztek ki benne, később pékség és üvegezőműhely üzemelt falai között. A lebontásra szánt épületet 1998-ban eredeti alakjában felújították, régi fényét visszaállították. A nyilvánosság számára 2001 novemberében nyitották meg. A Műemlékvédelmi Hivatal 2002-ben védett műemlékké nyilvánította. A kastély 2003 óta színvonalas előadások, kiállítások, konferenciák színhelye. A kastélyban állandó kiállításként szolgál a „Szlovákiai kastélyok és templomok maketten” című kiállítás. A kastélyba költözött a Művelődési és Kultúrtörténeti Intézet és itt működik a Szlovákiai Magyar Honismereti Egyesület is. Szintén állandó kiállításként tekinthető meg (2004 óta) a régióhoz kötődő neves személyek kerámiaszobor-kiállítása. Esterházy János, Lehár Ferenc, Jókai Mór, Laborfalvi Róza, Pázmány Péter, Klapka György, Andrássy Gyula, Jedlik Ányos, Baross Gábor és Feszty Árpád kerámia-szobrai, Szelekovszky Magdolna kerámiaművész és Juhász Katalin kosztümtervező alkotásai. Az Esterházy János-emlékszoba a felvidéki politikus munkásságának, mártírsorsának állít emléket. A tükörteremben a kastélyhoz és a községhez kötődő neves személyek portréi találhatók.
- A katolikus Szent Erzsébet-templomot 1750 és 1754 között építették rokokó stílusban. Az 1763-as földrengés súlyosan megrongálta a templomot, ezért támpillérekkel erősítették meg és 1764-ben barokk stílusban építették újjá. 1955-ben és 1977-ben restaurálták. A régi templomból csak a szentély falainak alsó része maradt meg.
- A dombtetőn álló katolikus templom melletti temetőben található az első világháború áldozatainak emlékműve. A templom előtti feszületet 1788-ban állították.
- Református temploma 1793-ban épült.
- A református templom melletti feszületet Botsányi Gáspár állíttatta 1817-ben.
- A faluban fénykorában 15 kastély és kúria állt, néhány máig fennmaradt:
  - Szombathelyi-kastély – a 19. század elején épült klasszicista stílusban. Az 1920-as években katolikus leányiskolát alakítottak ki épületében. A földszintes épület déli homlokzata őrzi még eredeti jegyeit. A kastély mellett a régi park egy kis része is megmaradt.
  - Ölveczky-kúria – 1926-ban épült szecessziós stílusban, a Pyber-család 19. századi kúriájának alapjain, a lebontott jászfalusi Kálmán-kastély anyagából. Hozzá tartozik a 20. század elején épült emeletes magtár is. Az L alaprajzú földszintes épület homlokzatait falsávkeretek és háromszögekkel díszített, domború keretekbe foglalt hosszúkás ablakok tagolják. A hosszabb szárny homlokzatának közepén ívelt toldaléképulet van, felső részén háromszög alakú csúccsal.
  - Szilley-kúria – az egykori Csúzy-parkhoz tartozott, a 19. század első felében építtette a Szilley-család. 1948 után az épületet bolttá és lakásokká alakították át, jelenleg vendéglő működik benne. Átalakított főhomlokzatát csak a hosszúkás ablakok tagolják.
  - Petrovics-kúria – a református templommal szemben álló épület a 19. század végén épült. 1945 után pedagóguslakásokat rendeztek be itt.
  - Káptalanmajori kúria – a 19. század végén az esztergomi érsekség építtette érseki nyaralónak, valamint intézői lakásnak. 1945 után is lakásként használták.
- A község területén két halastó van.
- Az egykori érseki birtokon, Szentmiklóspusztán 1995–98 között épült katolikus templom található.

### Elpusztult kastélyok és kúriák

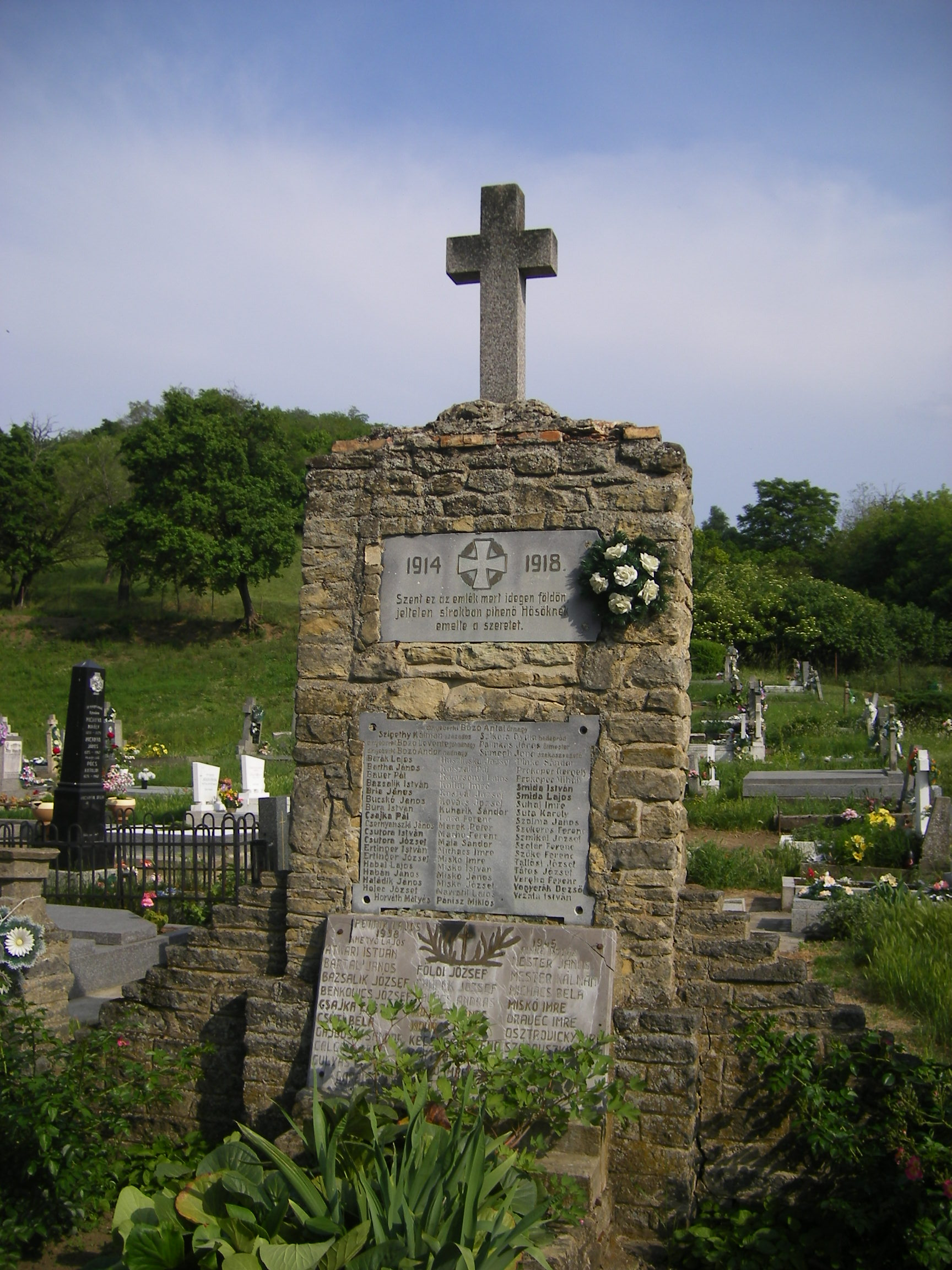
Első világháborús emlékmű a temetőben

Csúz számos kastélya és kúriája közül csak néhány maradt fenn, a legtöbb a 20. század folyamán elpusztult:
- A Hunyady-család kastélya a 19. század elején épült klasszicista stílusban. Az L alakú épület a Csúzy-kastélyhoz hasonlított, főhomlokzata közepén háromszögű timpanonnal lezárt portikusszal. 1945 után (egészen 1961-ig) a csúzi iskolának adott otthont. 1970-ben, az új iskola játszóterének kibővítésekor bontották le.
- Az a 19. század elején épült kúria, amely a Csúzy-család egyik rokonáé volt, a 19. század végén Hammerstein Richárd báró családi fészke lett. Az 1970-es években lebontott kúria helyén épült fel a csúzi művelődési ház.
- A Kálmán-család kastélyát eredetileg a 19. század elején építtette a Szalacsy-család. 1938 után leventeotthon, majd 1948 után kultúrház és mozi volt az épületben. 1980 után bontották le és a helyén iparcikkáruházat építettek.
- A Bathó-kastély a református templomtól délkeletre állt, Bathó Lajos vármegyei jegyző lakott benne 1945-ig, amikor kultúrházzá alakították át. A 19. század második felében épült. 1970-es lebontása után helyén családi házak épültek.
- A Paál-kúria a Szilley-kúriától délre állt, az egykori Csúzy-park területén. 1849 után hosszú ideig járásbíróság működött benne, később került Paál Dénes tulajdonába. 1931-1945 között Szegedy Károly orvos lakott itt, majd 1945 után lakások voltak benne. Noha 1982-ben javították, az agyonhasznált épület később összedőlt.
- A Bathó-kúria a Bathó-család eredeti lakhelye volt, egy magaslaton állt az országút kanyarulata fölött. A 19. század elején épült. 1945 után a szövetkezet raktárává és műhellyé alakították át.
- A Polka-kúria a katolikus templom közelében állt, 1990 után bontották le.
- A Vaskapu-dűlőben álló kúriát Fehérváry László építtette a 19. század végén, később intézői lakás lett. 1970-ben bontották le.

## Képtár

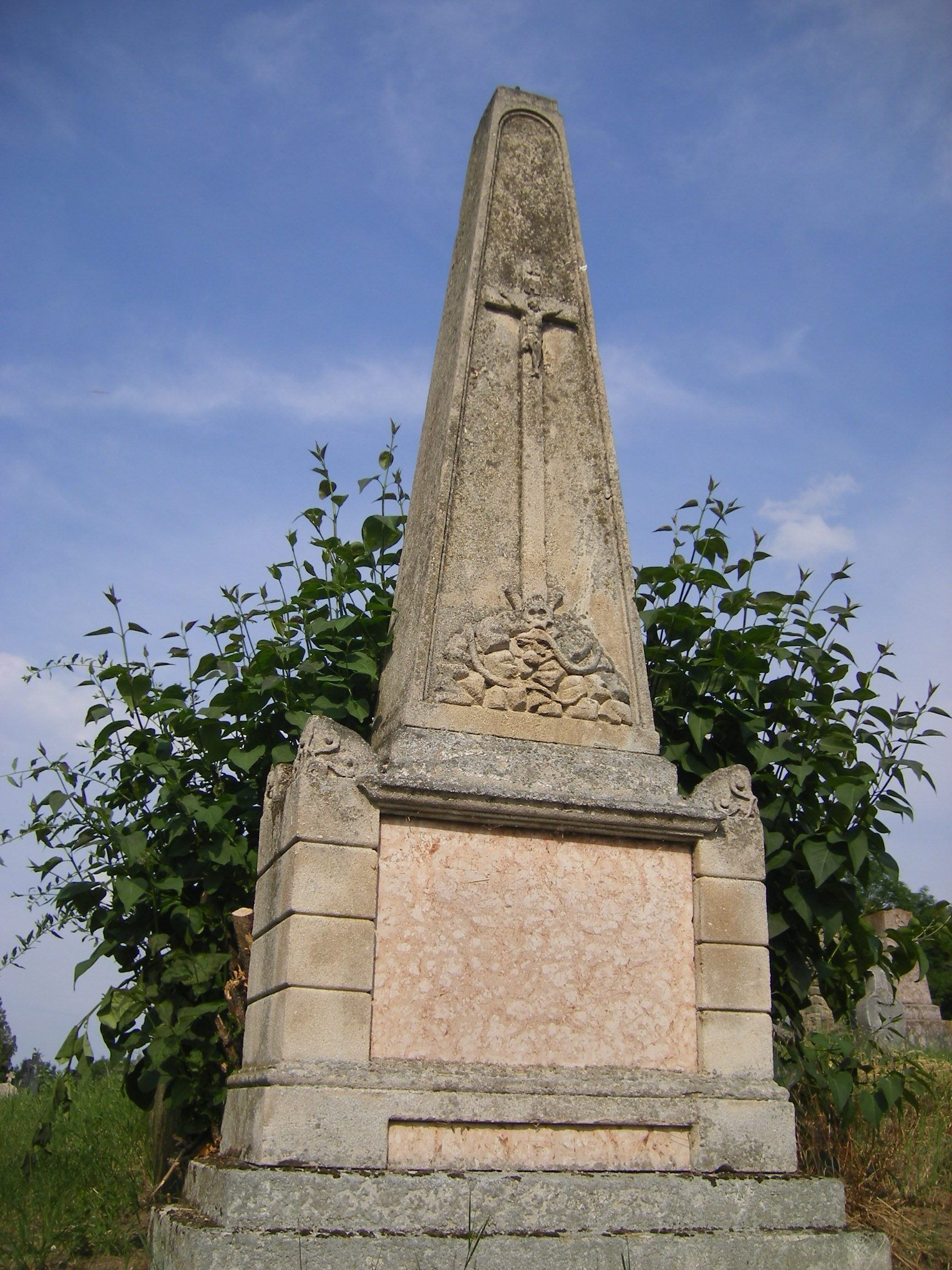
Emlékmű a temetőben
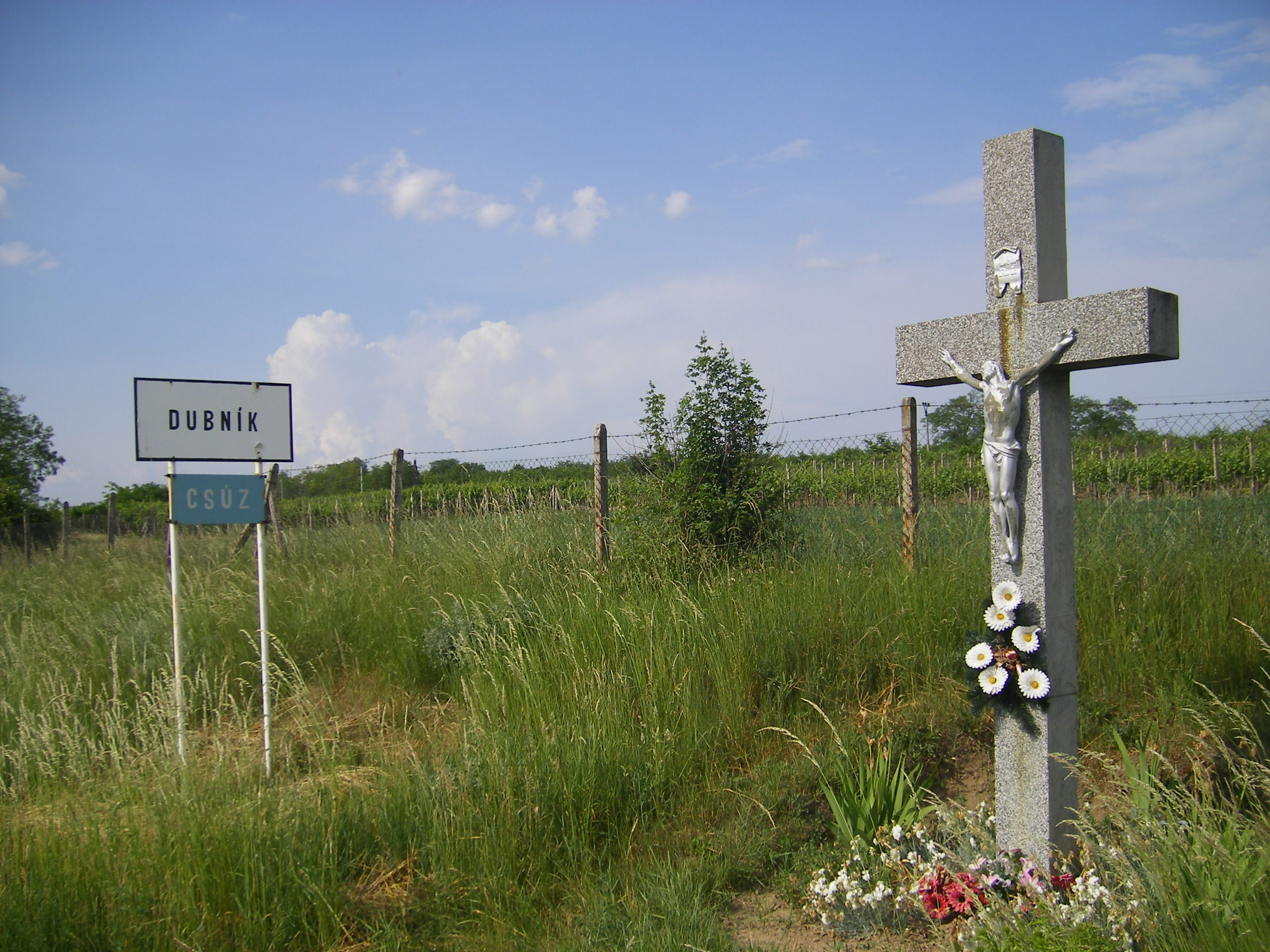
Útmenti feszület
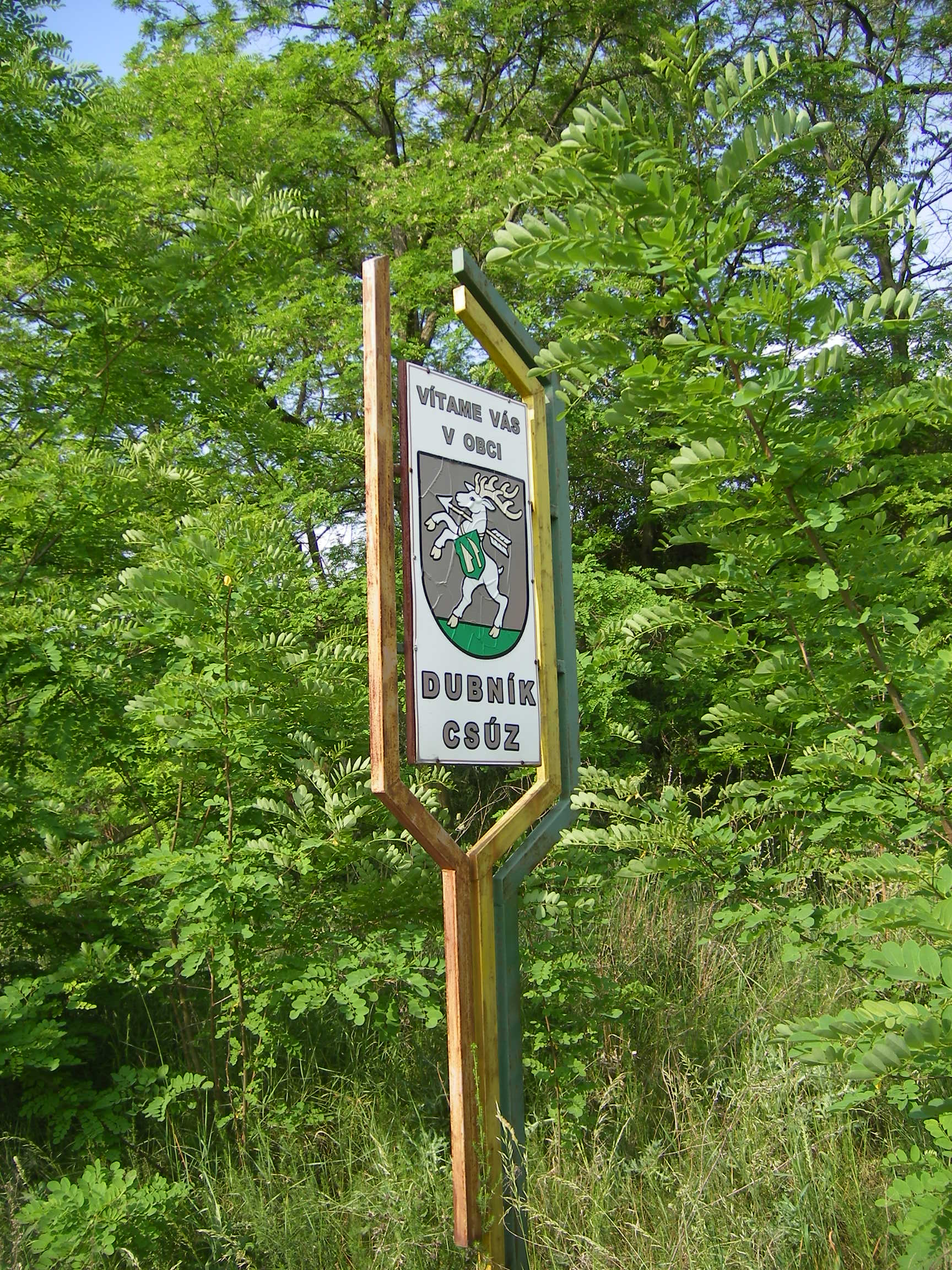
Címeres falutábla
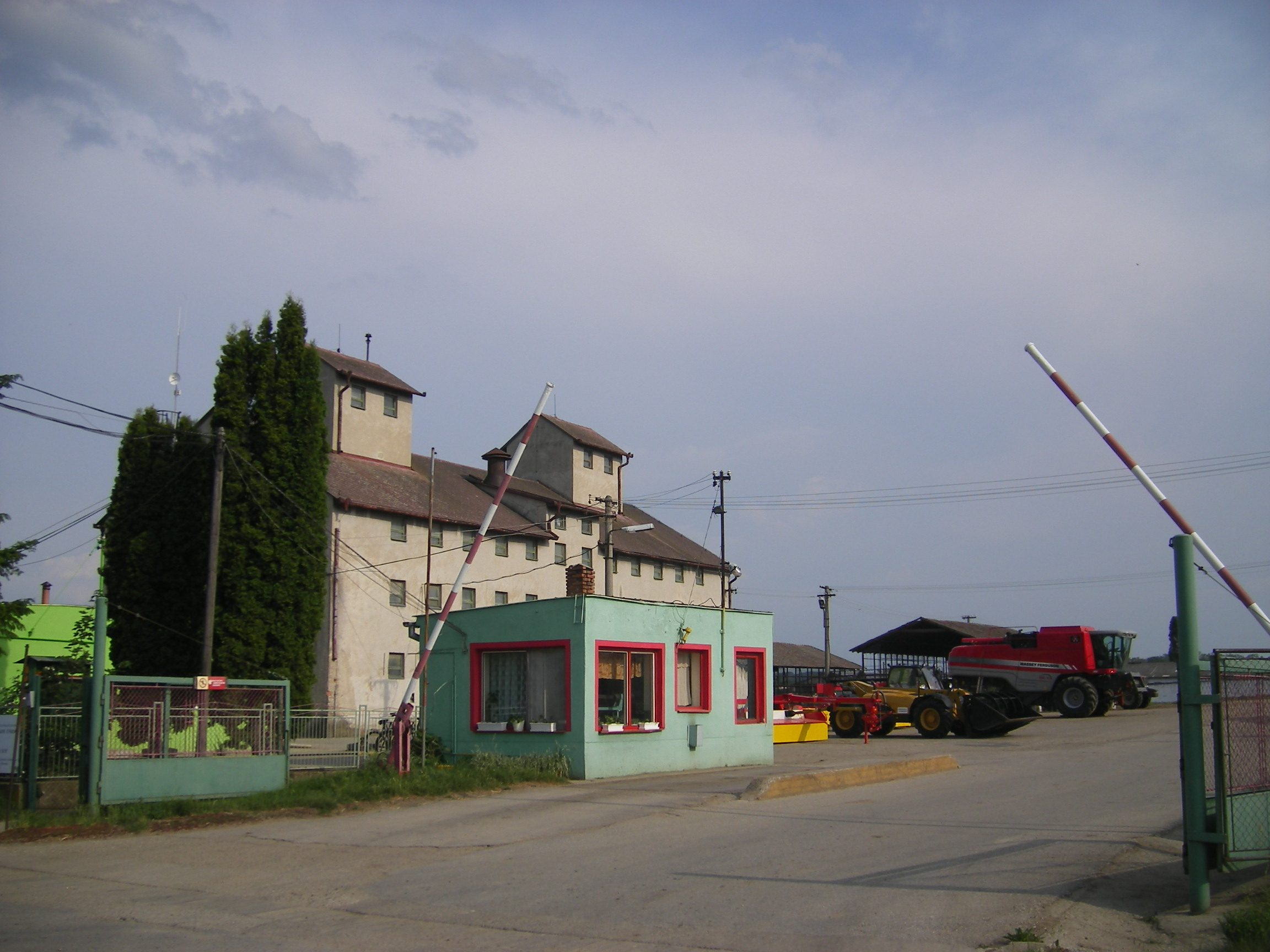
Mezőgazdasági szövetkezet
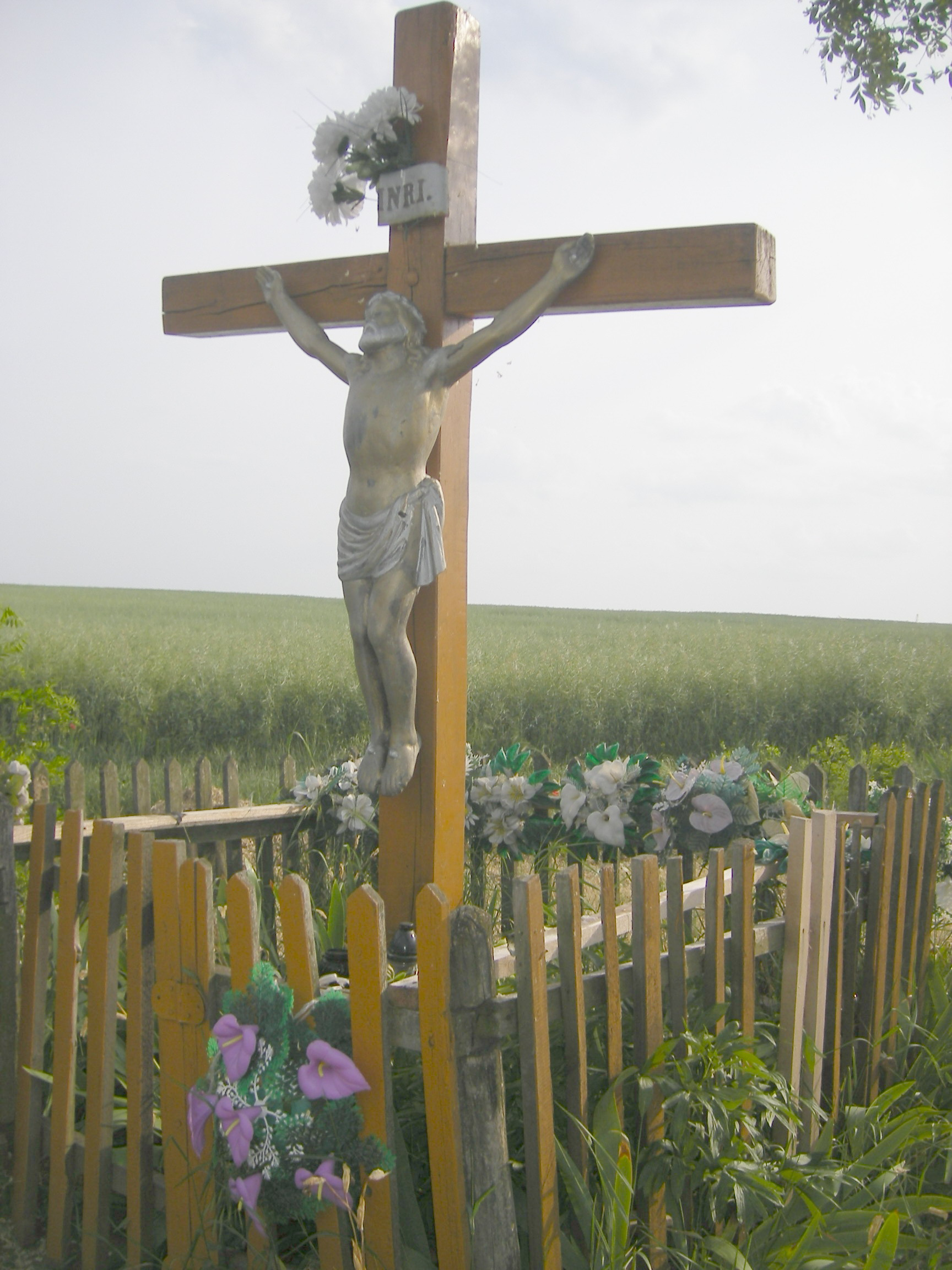
Kereszt Káptalanpusztán
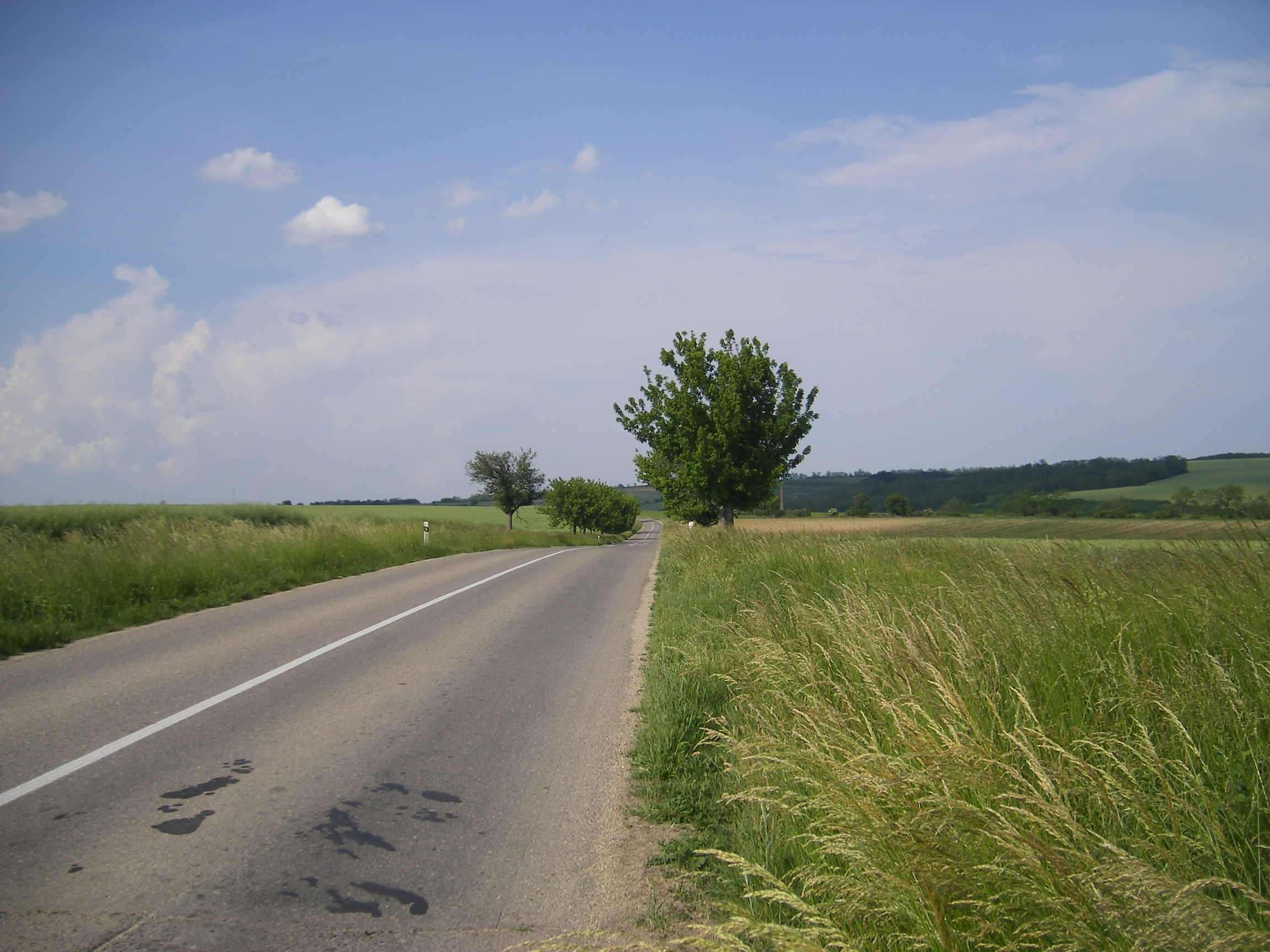
Fűr és Csúz között
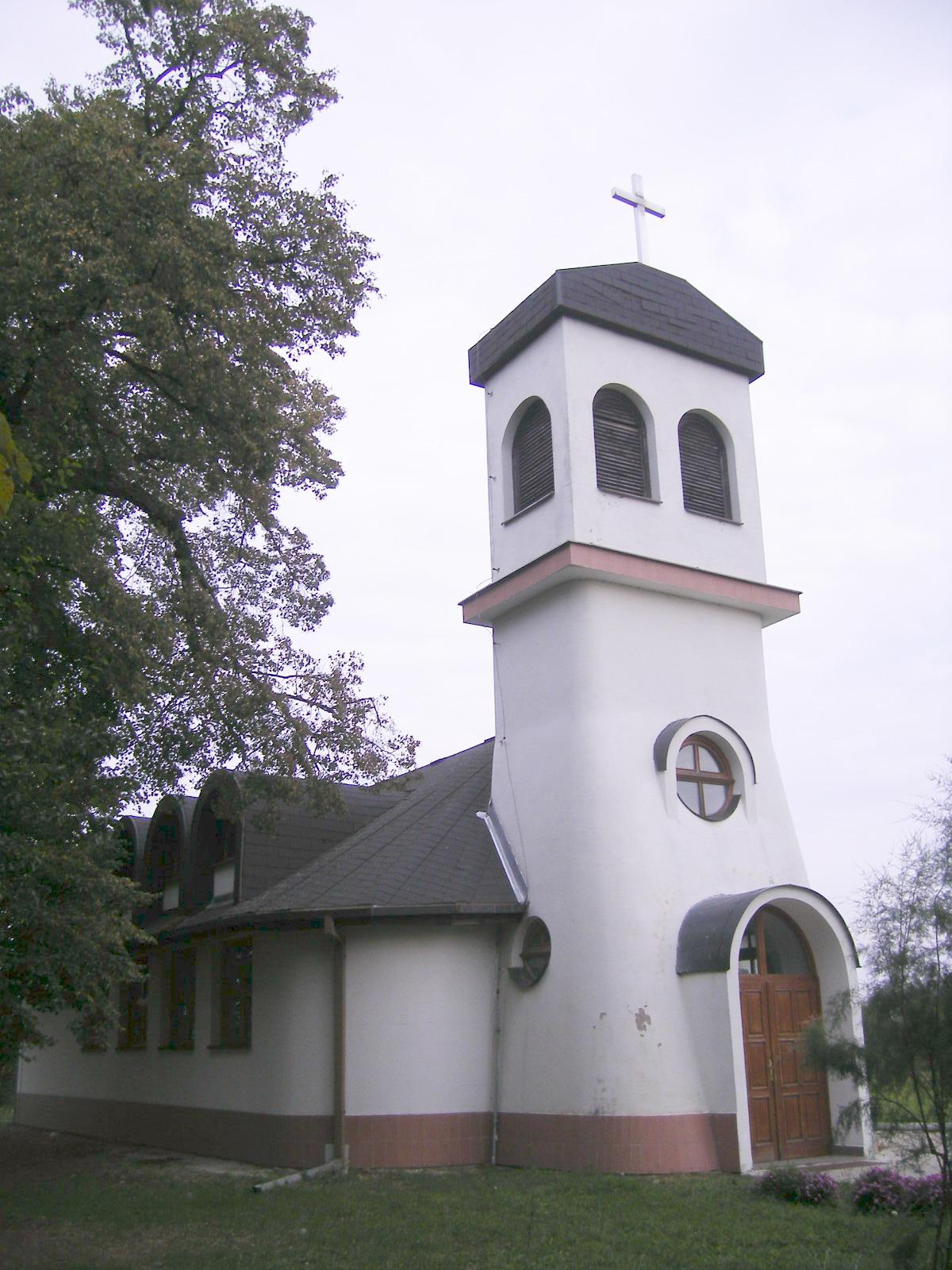
A szentmiklóspusztai katolikus templom
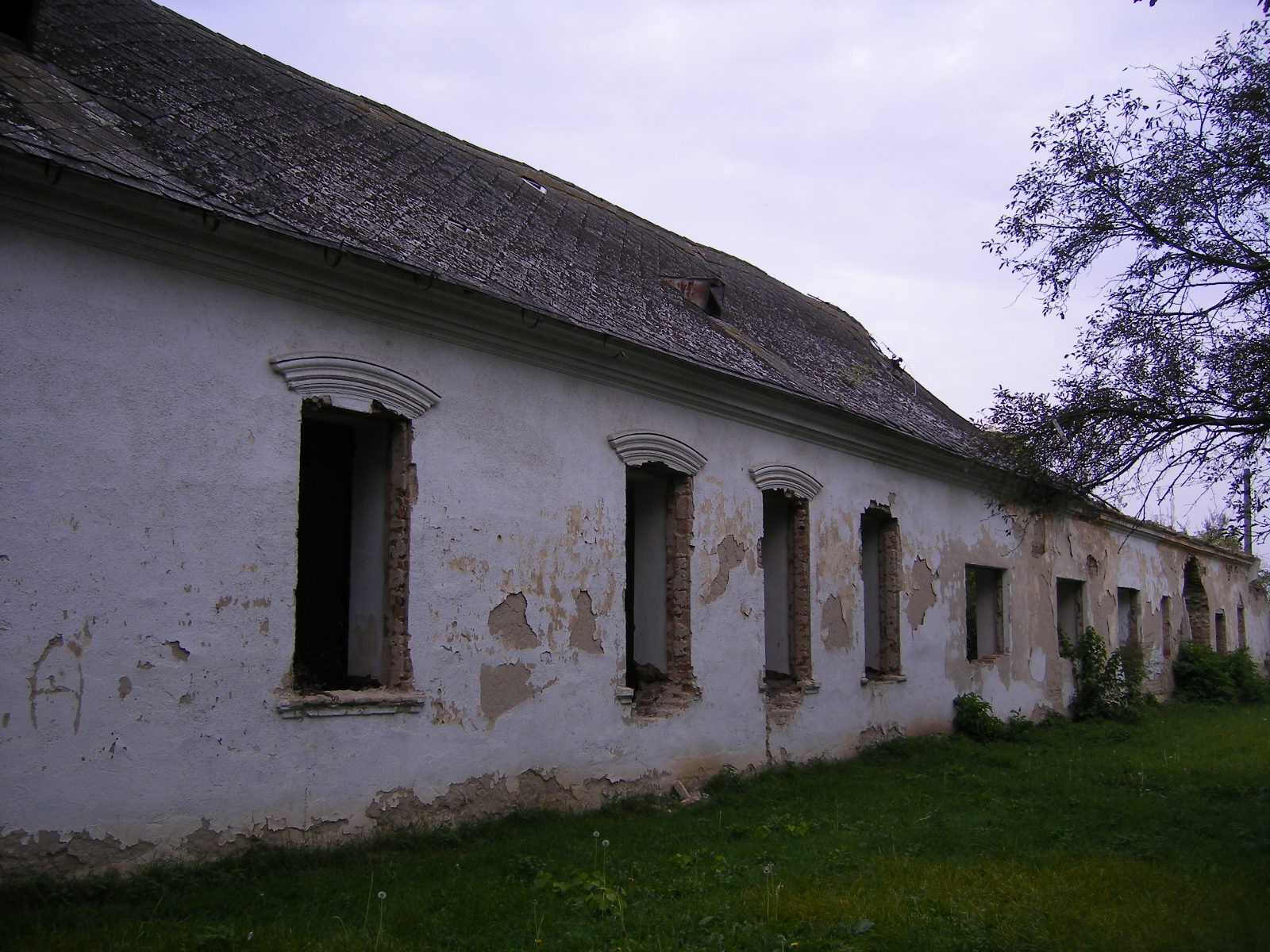
Régi uradalmi épület Szentmiklóspusztán
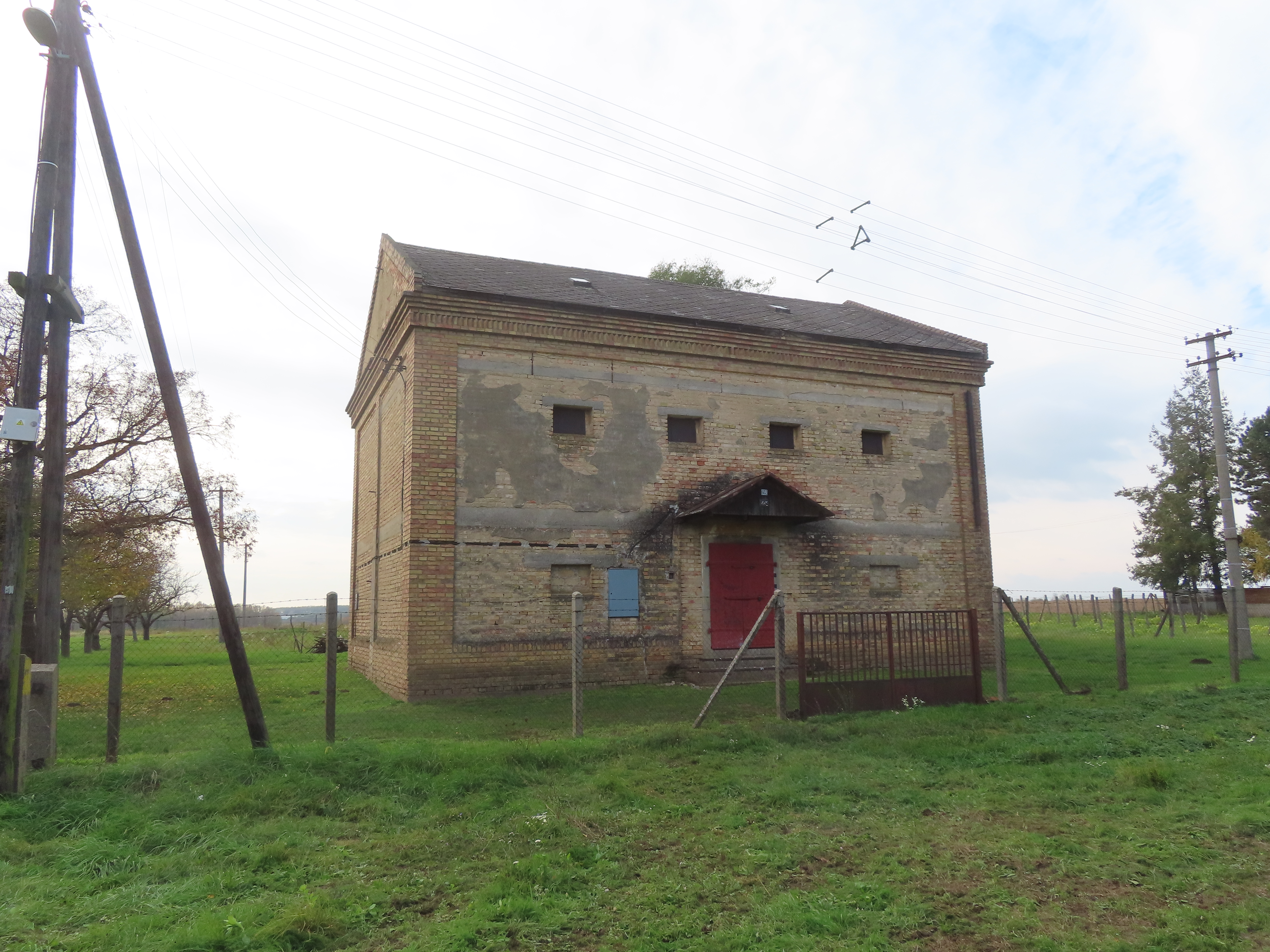
Műmalom Ölveczki pusztán
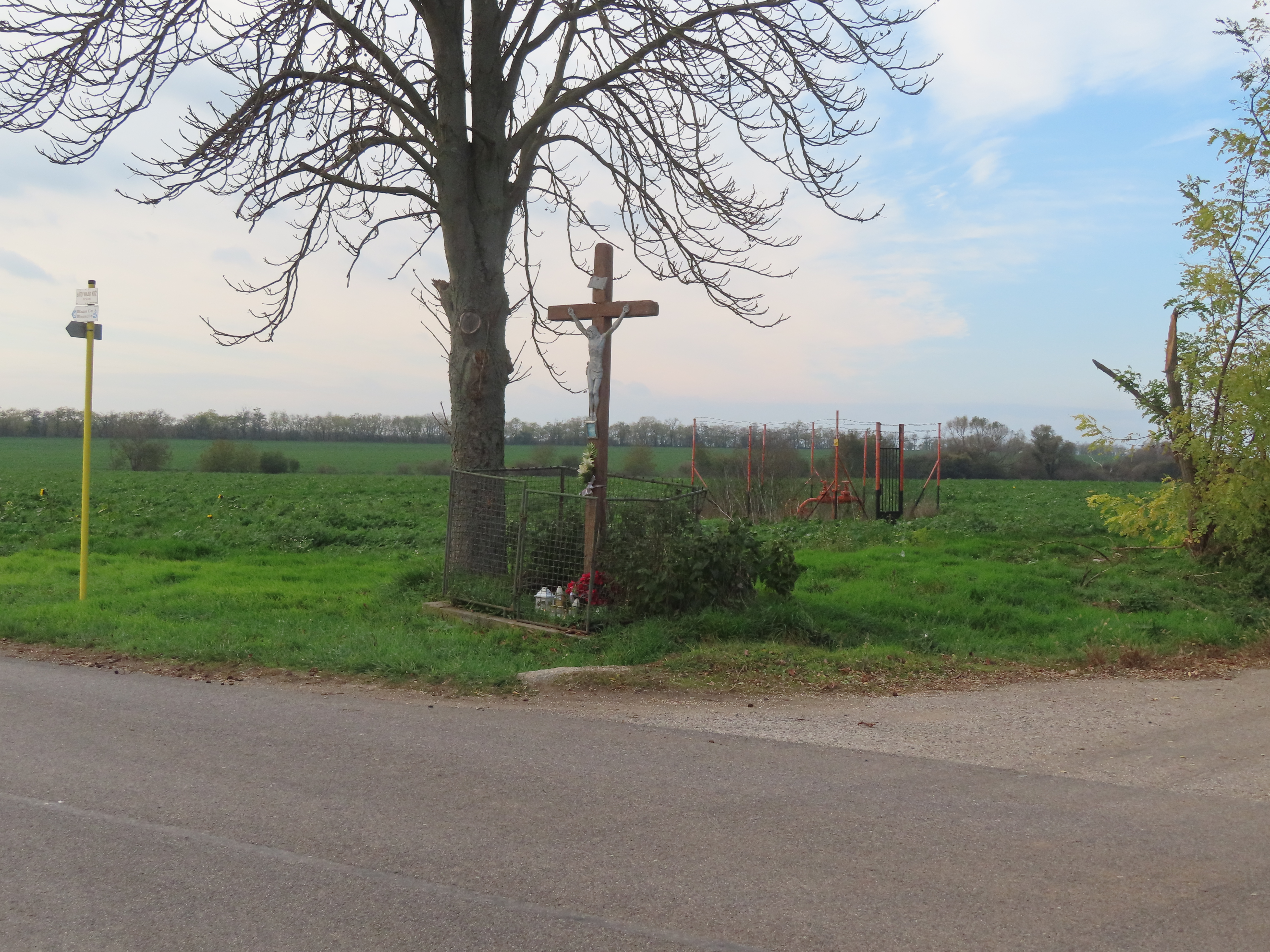

### Csúzy-kastély

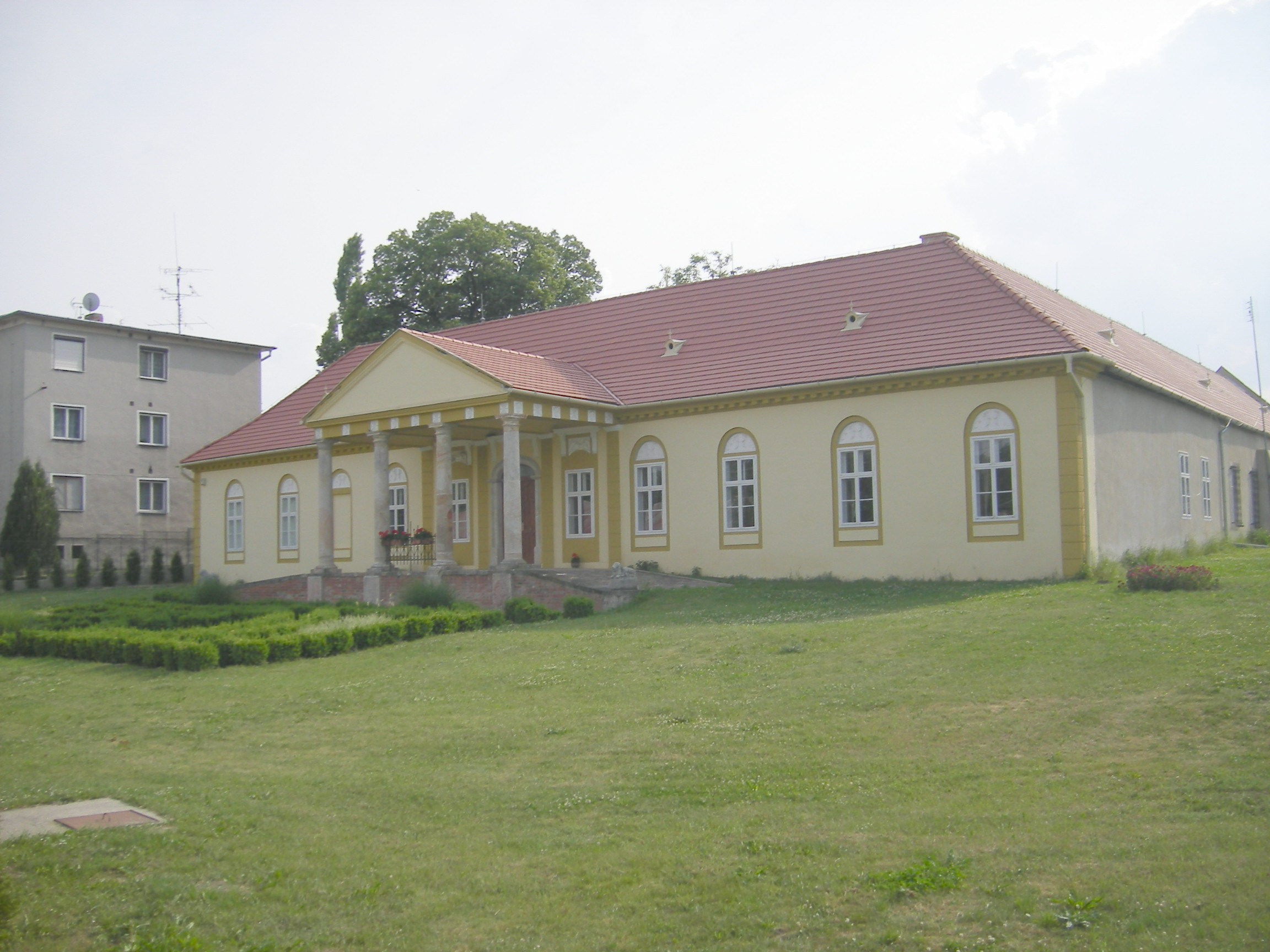
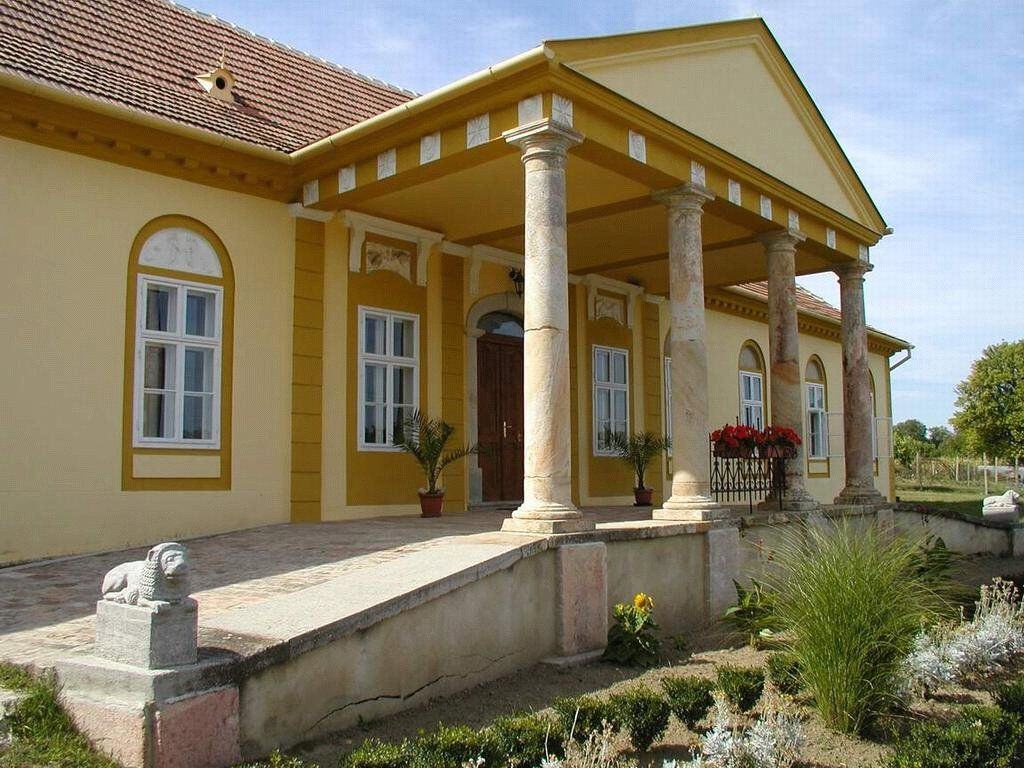
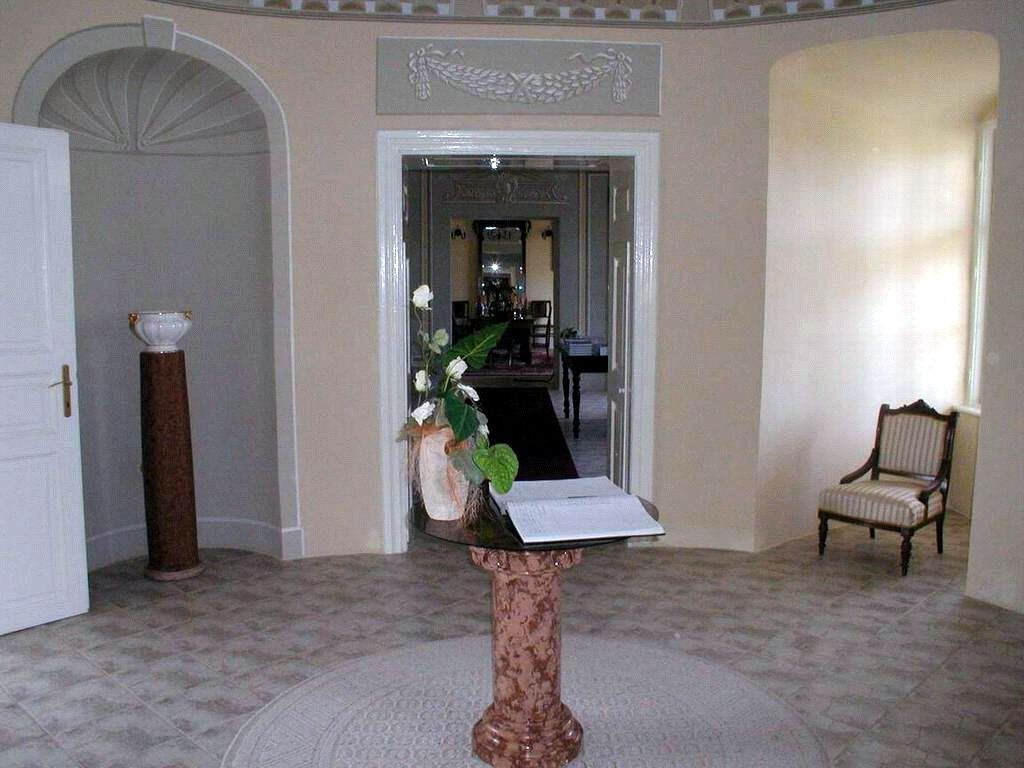
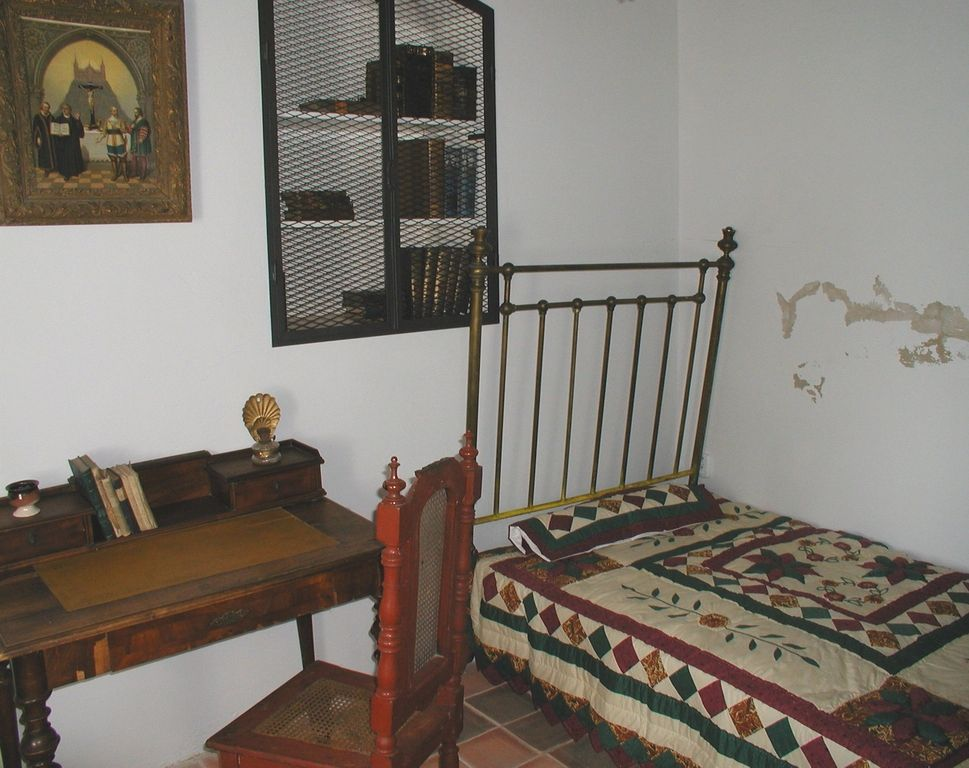
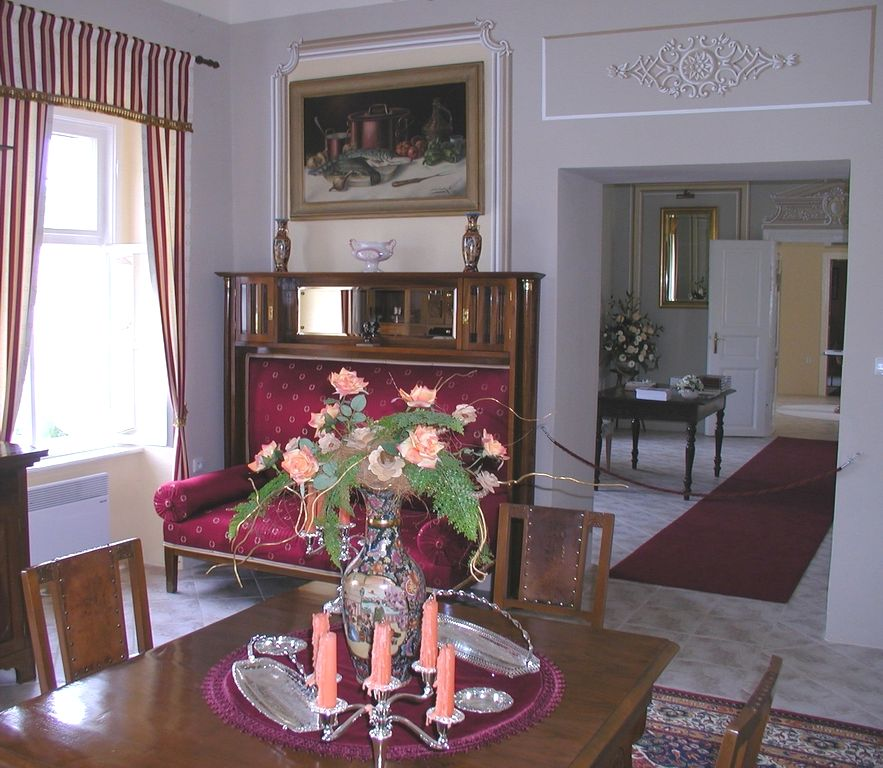
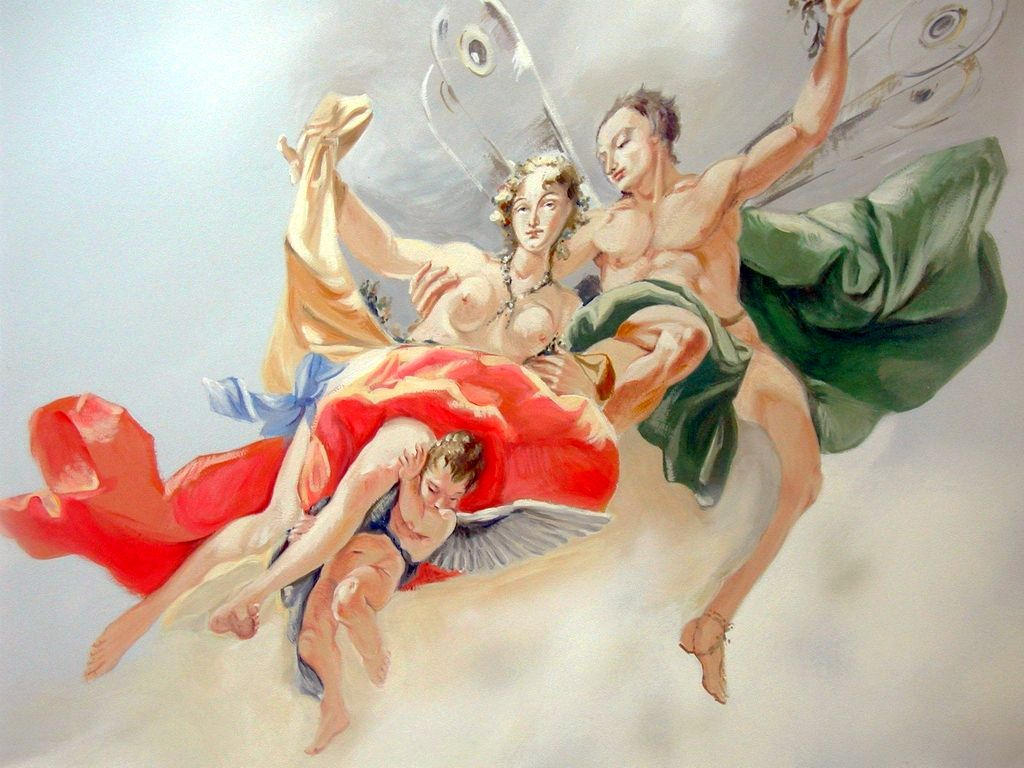
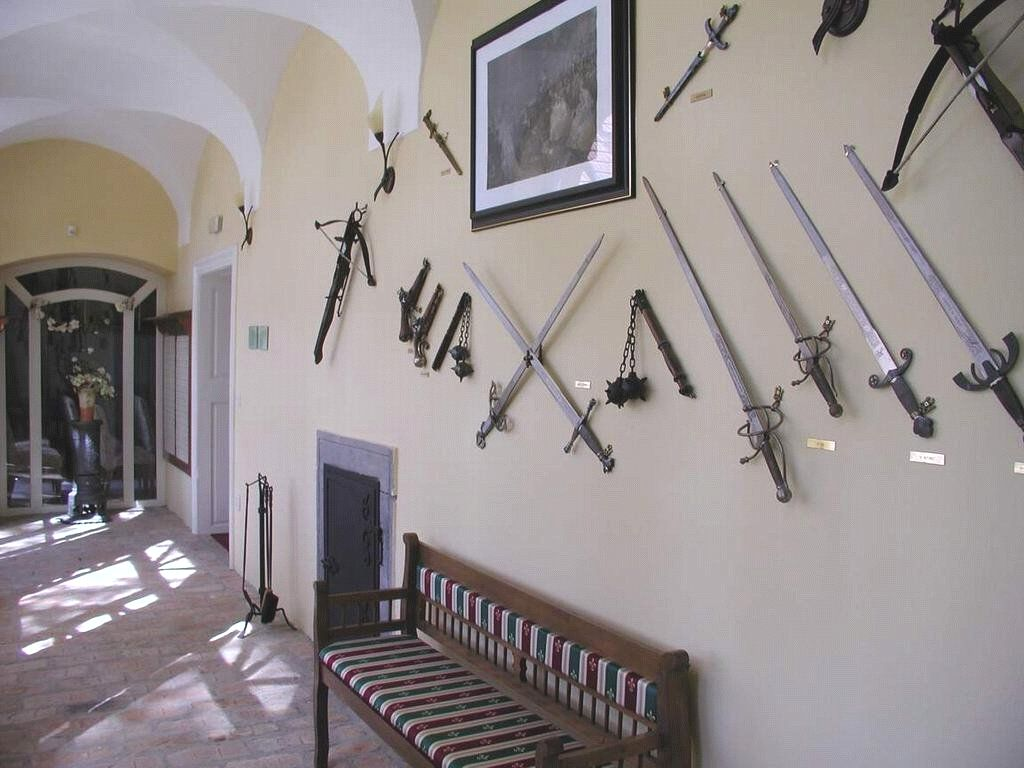
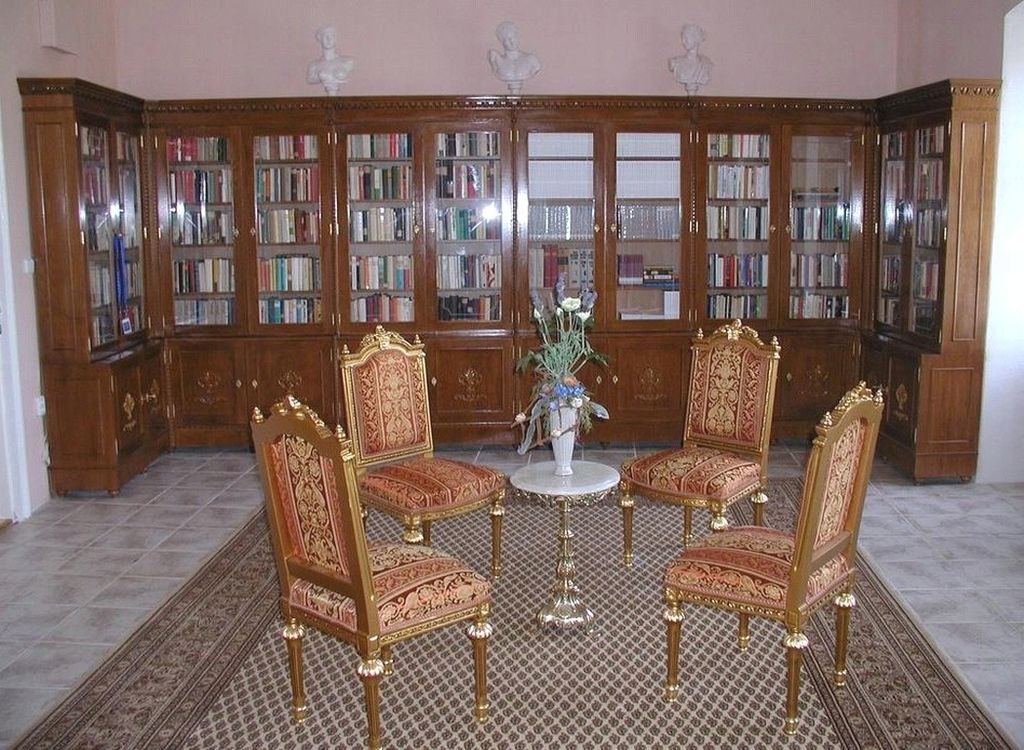